# اسماعیل لو
اسماعیل لو (انگلیسی: Ismaël Lô؛ زادهٔ ۳۰ اوت ۱۹۵۶) یک خواننده، ترانه‌سرا و موسیقی‌دان و هنرپیشه اهل سنگال است.

## زندگی‌نامه
اسماعیل لو در کشور نیجر و از پدری سنگالی و مادری اهل نیجر متولد شد. کمی پس از تولد او، خانواده‌اش به کشور سنگال آمده و در شهر «روفیسک» در نزدیکی داکار سکنی گزیدند. اسماعیل در دههٔ ۷۰ میلادی در «دانشکدهٔ هنر» شهر داکار تحصیل کرد و کمی بعد، به یک گروه موسیقی مشهور به نام «سوپر دیامونو» پیوست. اسماعیل در سال ۱۹۸۴ میلادی، این گروه موسیقی را ترک کرد و به تنهایی، به ترانه‌سرایی و خوانندگی پرداخت.
ترانهٔ «تاژه‌بُن» وی در فیلم سینمایی «همه چیز درباره مادرم» به کارگردانی «پدرو آلمودوار» به‌کار رفت.
وی در سال ۲۰۰۲ میلادی به دریافتِ «نشان لژیون دونور» مفتخر شد.